# Rueda trasera (ferrocarril)

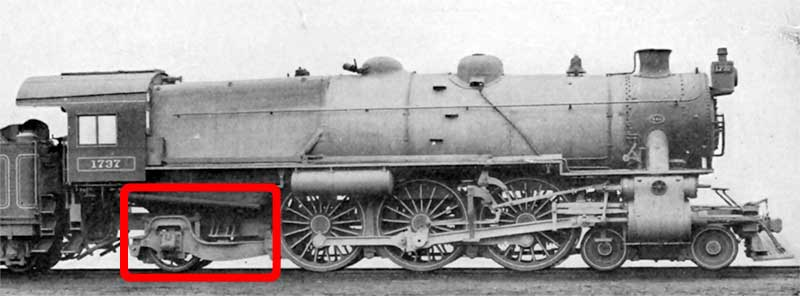
Las ruedas traseras (recuadradas) en una locomotora de vapor 4-6-2

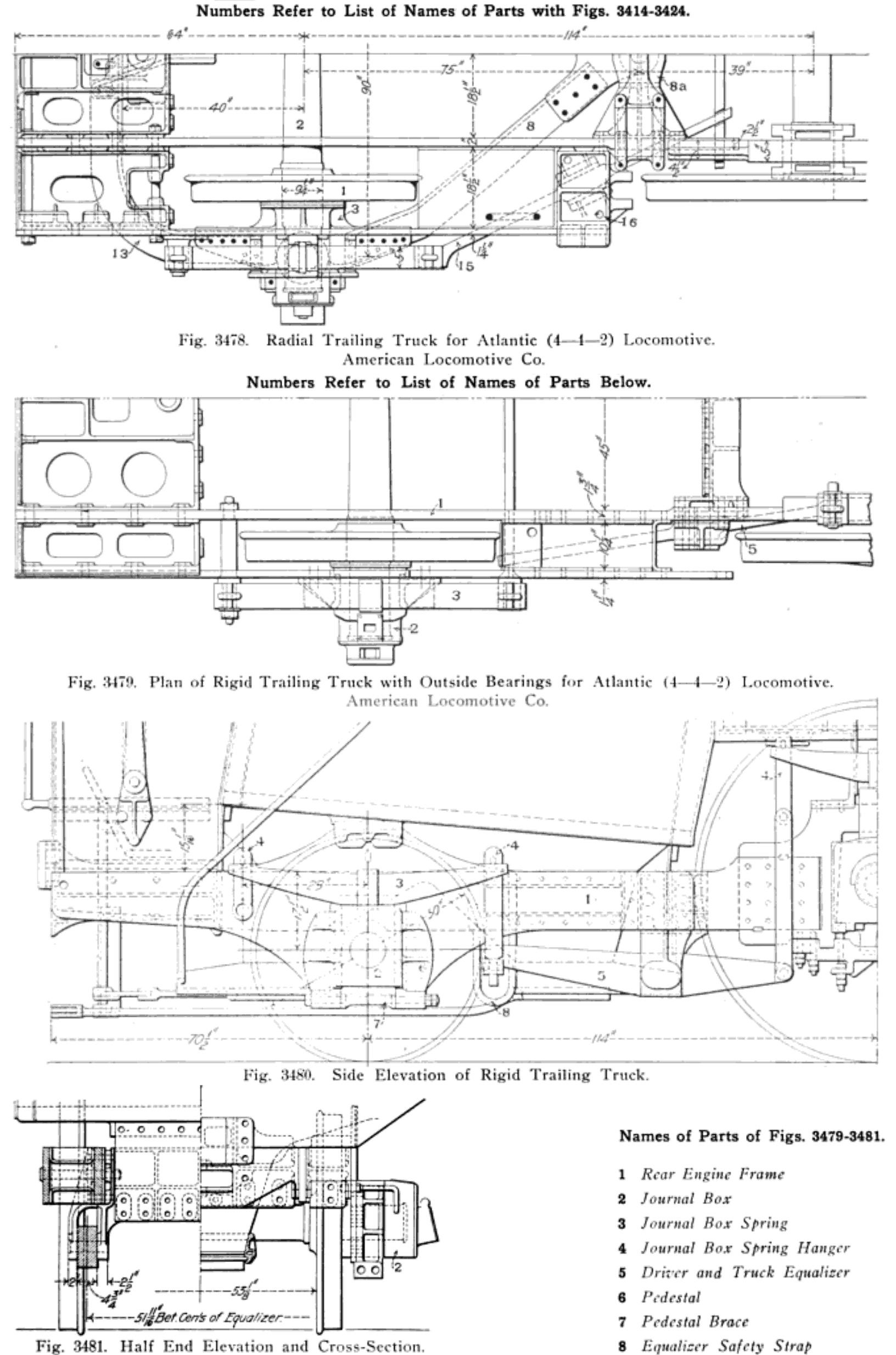
Una vista en sección transversal de un bogie rígido trasero

En una locomotora de vapor se denomina rueda (o eje) trasero a un juego de ruedas generalmente sin motor, ubicado detrás de las ruedas motrices. El eje (o ejes) de las ruedas de arrastre normalmente se situaban en un bogie. En algunas locomotoras de grandes dimensiones, se montaba un motor de refuerzo en el bogie trasero para proporcionar un esfuerzo de tracción adicional al arrancar un tren pesado y a bajas velocidades en rampa. 

## Características
Las ruedas traseras se usaron en algunas de las primeras locomotoras para repartir más eficientemente la carga por eje de las locomotoras, pero dejaron de emplearse por un tiempo durante el final del siglo XIX. Sin embargo, a medida que aumentó la demanda de locomotoras cada vez más potentes, comenzaron a usarse de nuevo para soportar la cabina del maquinista y el área de la caja de fuego. 
Las ruedas traseras aparecieron por primera vez en las locomotoras estadounidenses entre 1890 y 1895, pero su eje estaba acoplado rígidamente al bastidor de la máquina. El menor diámetro de estas ruedas permitía rebajar la posición de la caldera, situándola por detrás de las ruedas motrices y por debajo de la cámara de combustión, que a su vez podía ser más larga y más ancha, aumentando la superficie de calentamiento y la capacidad de generación de vapor, y por lo tanto, su potencia. Su diseño se mejoró rápidamente, dotando de movimiento radial al par de ruedas traseras, disponiéndolas sobre un bogie equipado con cojinetes externos, potenciando así su capacidad de inscripción en curva. Los bogies de acero fundido de una pieza se desarrollaron alrededor de 1915, con el objeto de disponer de la resistencia adicional necesaria para instalar un motor de refuerzo. Finalmente, alrededor de 1921, se desarrolló el bogie Delta, equipado con un dispositivo de centrado de balancín invertido por fuera del bastidor del bogie, que rápidamente se amplió para incorporar cuatro ruedas portantes, y más adelante hasta seis.

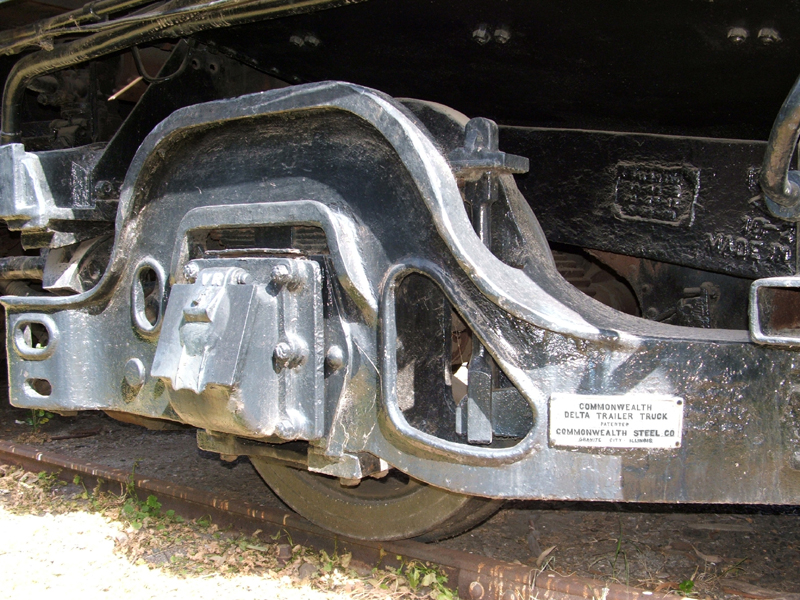
El bastidor de un bogie trasero tipo "Delta", fabricado mediante una única pieza fundida por la Commonwealth Steel Co.

## Notación
En la notación Whyte, las ruedas traseras se designan con los últimos números de la serie. Por ejemplo, la locomotora tipo Mikado 2-8-2 tenía dos ruedas delanteras, ocho ruedas motrices y dos ruedas traseras. Algunas locomotoras como el tipo americano 4-4-0 no tenían ruedas traseras, y se designaron con un cero en el lugar final. En esta notación, las cifras de cada terna hacen referencia al número de ruedas en lugar de al número de ejes, y por lo tanto, el 2 final en el código 2-8-2 de una Mikado se refiere a dos ruedas (un eje), mientras que la designación 4-8-4 de una máquina del tipo Northern se refiere a cuatro ruedas (dos ejes). 
El mayor número de ruedas traseras en una sola locomotora es de seis, como se ve en las máquinas 2-6-6-6 tipo Allegheny, en la turbina de vapor 6-8-6 del Ferrocarril de Pensilvania, y en las locomotoras dúplex 6-4-4-6 (como numerosas máquinas del tipo Mason Bogie). 
En el sistema de clasificación UIC, se cuenta el número de ejes en lugar del número de ruedas. 